# Витте фон Виттенгейм
Виттенгейм (нем. Witte von Wittenheim) — курляндский дворянский род.
Происходит из Чехии. Юстиц-советник польской службы Георг-Фридрих фон Виттенгейм (нем. Georg Friedrich Witte von Wittenheim; 1749—1830) поселился в Курляндии, где приобрел имения и в 1790 году получил права коренного дворянства.
Его сын Карл (нем. Karl Emanuel Witte von Wittenheim; 1783—1837) славился в своё время как один из лучших сельских хозяев Курляндии.

## Описание герба
В золотом поле сова натурального цвета, сидящая на трёхступенчатом красном пьедестале. В черной главе щита золотая надпись «JUSTITIA».
Щит увенчан коронованным дворянским шлемом. Нашлемник — сова натурального цвета, сидящая на трехступенчатом красном пьедестале, между двумя турьими рогами, пересеченными золотом по черному в шахматы. Намет черный с золотом.